# Helmuth Ashley
Helmut(h) Ashley, conosciuto anche come Helmuth Fischer-Ashley o anche semplicemente solo come Ashley (Vienna, 17 settembre 1919 – Monaco di Baviera, 2 luglio 2021), è stato un regista, direttore della fotografia e sceneggiatore austriaco.
Tra cinema e televisione, ha diretto - a partire dall'inizio degli anni sessanta - circa una trentina di produzioni.

Regista attivo principalmente in campo televisivo, ha diretto, tra l'altro, numerosi episodi delle serie televisive poliziesche tedesche L'ispettore Derrick (47 episodi tra il 1975 e il 1997) e Il commissario Köster/Il commissario Kress/Il commissario Herzog (Der Alte; 55 episodi tra il 1978 e il 2005).

## Filmografia

### Regista

#### Cinema
- 3 delitti per padre Brown (Das schwarze Schaf, 1960)
- Il gioco dell'assassino (Mörderspiel, 1961)
- L'enigma dell'orchidea rossa (Das Rätsel der roten Orchidee, 1962)
- Da 077: criminali a Hong Kong (Weiße Fracht für Hongkong, 1964)
- I criminali della banda Dillinger (Die Rechnung - eiskalt serviert, 1966)
- Danger - Keine Zeit zum Sterben (1984)

#### Televisione
- Das Kriminalmuseum – serie TV, 13 episodi (1963-1968)
- Nachtzug D 106 – film TV (1964)
- Wennerström chiama Mosca (Oberst Wennerström) – film TV (1965)
- Lautlose Jagd – serie TV (1966)
- Das Millionending – miniserie TV (1967)
- Die fünfte Kolonne – serie TV (1965-1967)
- Kidnap - Die Entführung des Lindbergh-Babys – film TV (1968)
- Kim Philby war der dritte Mann – film TV (1969)
- Der Portland-Ring – film TV (1970)
- Die Münchner Räterepublik – film TV (1971)
- Die drei Gesichter der Tamara Bunke – film TV (1971)
- Ferdinand Lassalle – film TV (1972)
- Squadra speciale K1 (Sonderdezernat K1) – serie TV, 2 episodi (1972-1977)
- Der Kommissar – serie TV, 3 episodi (1974-1975)
- L'ispettore Derrick (Derrick) – serie TV, 47 episodi (1975-1997)
- Notarztwagen 7 – serie TV, 1 episodio (1976)
- Tatort – serie TV, 1 episodio (1977)
- Il commissario Köster/Il commissario Kress/Il commissario Herzog (Der Alte) – serie TV, 55 episodi (1978-2005)
- Der Trotzkopf – miniserie TV (1983)
- La casa del guardaboschi (Forsthaus Falkenau) – serie TV, 1 episodio (1989)

### Sceneggiatore

#### Cinema
- L'ultimo ponte (1954)
- Nina (1956)
- Il gioco dell'assassino (1961)
- Danger - Keine Zeit zum Sterben (1984)

#### Televisione
- Das Kriminalmuseum – serie TV, 2 episodi (1963-1964)
- Die fünfte Kolonne – serie TV, 2 episodi (1965-1966)
- Die schwarze Hand – film TV (1966)
- Kidnap - Die Entführung des Lindbergh-Babys – film TV (1968)
- Die Münchner Räterepublik – film TV (1971)
- Notarztwagen 7 – serie TV, episodi vari (1976)

### Direttore della fotografia
- Il processo (Der Prozeß, 1948)
- Duello con la morte (Duell mit dem Tod, 1949)
- Profondità misteriose (Geheimnisvolle Tiefe, 1949)
- The Invisible Link (1950)
- Der Schuß durchs Fenster (1950)
- Es schlägt 13 (1950)
- Die gute Ernte (1951)
- Der Teufel führt Regie (1951)
- Weiße Schatten (1951)
- Gefangene Seele (1952)
- Verlorene Melodie (1952)
- Abenteuer in Wien (1952)
- Berlino polizia criminale (Die Spur führt nach Berlin, 1952)
- Stolen Identity (1953)
- Ein Herz spielt falsch (1953)
- Quando mi sei vicino (Solange Du da bist, 1953)
- Muß man sich gleich scheiden lassen? (1953)
- Das Licht der Liebe (1954)
- Sauerbruch: questa era la mia vita (Sauerbruch - Das war mein Leben, 1954)
- La collana della sfinge nera (Geständnis unter vier Augen, 1954)
- Scalo a Orly (Escale à Orly, 1955)
- Hanussen (1955)
- Du darfst nicht länger schweigen (1955)
- Alibi (1955)
- Regine (1956)
- Kitty (Kitty und die große Welt, 1956)
- Nina (1956)
- L'avamposto degli Stukas (Der Stern von Afrika, 1957)
- Stanza blindata 713 (Banktresor 713, 1957)
- Endstation Liebe (1958)
- I cinque del bunker (Nasser Asphalt, 1958)
- Stalingrado (Hunde, wollt ihr ewig leben, 1959)
- Medico senza coscienza (Arzt ohne Gewissen, 1959)
- Ein Tag, der nie zu Ende geht (1959)
- Nella morsa delle SS (Mein Schulfreund, 1960)
- Eine Frau fürs ganze Leben (1960)